# Rhacocarpus inermis
Rhacocarpus inermis é uma espécie de planta do gênero Rhacocarpus e da família Rhacocarpaceae.

## Forma de vida
É uma espécie rupícola e em tramas.

## Descrição
Gametófitos robustos; filídios
oblongo-lanceolados; margem apical inteira; ápice apiculado; células alares quadráticas

## Conservação
A espécie faz parte da Lista Vermelha das espécies ameaçadas do estado do Espírito Santo, no sudeste do Brasil. A lista foi publicada em 13 de junho de 2005 por intermédio do decreto estadual nº 1.499-R.

## Distribuição
A espécie é encontrada nos estados brasileiros de Minas Gerais e Santa Catarina.
A espécie é encontrada no domínio fitogeográfico de Mata Atlântica, em regiões com vegetação de floresta ombrófila pluvial e mata de araucária.